# Jordi Sala i Lleal
Jordi Sala i Lleal (Barcelona, 1967) és un dramaturg i traductor teatral català.
És doctor en Filologia catalana i professor de teoria de la literatura de la Universitat de Girona, àmbit en el qual ha publicat els assaigs Anàlisi crítica d'"Ofrena" de Josep Carner (1997), L'estètica de Josep Carner (Publicacions de l'Abadia de Montserrat, 2000) i Literatura, crítica, interpretació (2000).
Com a autor dramàtic ha publicat, entre d'altres, Quan arriba el migdia (1994), Variacions sobre el sentit de la vida (1995), Un somni d'abril (2001) o La ciutat es desperta radiant (2006), moltes de les quals han estat premiades a certàmens diversos. És fundador, amb Francesca Bartrina, de Didascàlia Companyia de Teatre.
Ha escrit diversos articles de teoria literària i del teatre, literatura i teatre catalans del segle xx per a diverses revistes. D'altra banda, ha traduït poesia, literatura juvenil i obres teatrals, com Marit ideal (1997) d'Oscar Wilde, que li va valer el premi Josep M. de Sagarra de traducció teatral el 1996. També ha col·laborat en publicacions com Diari de Girona i Revista de Catalunya.

## Obres
Teatre
- 1994: Quan arriba el migdia (Premi Ignasi Iglésias de l'Institut del Teatre)[1]
- 2001: Un somni d'abril
- 2001: Estranyes en un tren
- 2001: Variacions sobre el sentit de la vida (Premi de Teatre del Crèdit Andorrà)
- 2004: Despulla't, germana
- 2005: La ciutat es desperta radiant (Premi Josep Ametller de Blanes)[1]
- 2007: Puzle (Premi Ciutat de Sagunt de Teatre)[1]
- 2007: Interior amb intrusa
- 2010: Tot sobre l'Edgar (peça curta a: "Diàlegs a quatre bandes")[3]

Traduccions
- 1997: Un marit ideal (An Ideal Husband), d'Oscar Wilde (Premi Josep M. de Sagarra 1996 de l'Institut del Teatre)[1]
- 1999: Els monòlegs de la vagina (The Vagina Monologues), d'Eve Ensler (en col·laboració amb Francesca Bartrina)
- 2000: La mare sempre em deia: no (My Mother Said I Never Should), de Charlotte Keatley (en col·laboració amb Francesca Bartrina)

## Obres dirigides
- 2001: Un marit ideal, d'Oscar Wilde, traducció de Jordi Sala Lleal (codirecció amb Francesca Bartrina)
- 2002: Variacions sobre el sentit de la vida, de Jordi Sala Lleal (codirecció amb Francesca Bartrina)
- 2004: La tempesta, de Shakespeare (codirecció amb Francesca Bartrina)
- 2004: Despulla't, germana, de Jordi Sala Lleal (Festival Temporada Alta)
- 2005: Les conquestes de l'Albert, d'Alan Ayckbourn, traducció de Berta Vilageliu (codirecció amb Francesca Bartrina)
- 2006: Fills de la mare Rússia, dramatúrgia a partir de tres obres curtes d'A.P. Txékhov, traducció de Joan Casas i Nina Avrova
- 2007: Interior amb intrusa, de Jordi Sala Lleal (Festival Temporada Alta)